# 普拉競技場
普拉競技場是位於克羅埃西亞西北部伊斯特拉半島城市普拉的一座古羅馬時期的圓形競技場。是世界上現存的六個最大的羅馬競技場之一。現在則是音樂會和電影節的會場。普拉競技場修建於羅馬帝國首任皇帝奧古斯都在位時期。競技場也是該國保存最完好的古代建築物。

1993 年、1995 年、2001 年和 2004 年發行的克羅地亞10庫納鈔票的背面描繪了普拉競技場。

## 建設
普拉競技場的外牆是用石灰石建造的，因為拉競技場建在斜坡上，面向大海的部分共有三層，而另一部分則只有兩層。外牆的最大高度為 29.40公尺 (96.5 ft)。前兩層各有 72個拱門，而頂層由64個矩形開口組成。
普拉競技場的軸線長132.45公尺和 105.10公尺（434.5 和 344.8 英尺），牆壁高32.45公尺（106.5 英尺）。可以容納 23,000 名觀眾，它有40個台階，座椅直接放在傾斜的地面上；競技場尺寸為67.95公尺x 41.65公尺（222.9 x 136.6 ft）。
競技場共有15個大門。沿主軸線在競技場下方建造了一系列地下通道，可以釋放動物和戰士；商店和商店位於傾斜的座位下。
競技場四座塔中的每一座都有兩個裝滿芳香水的蓄水池，這些蓄水池為噴泉供水或灑在觀眾身上。圓形劇場可以使用大帆覆蓋，保護觀眾免受日曬雨淋。競技場下方另外也設有收集雨水和污水並排入大海的運河系統。
這座圓形劇場通過其保護，成為研究古代建築技術的典範。

## 外部連結
- PulaArena in Croatia （页面存档备份，存于） – Amazing pps presentation about history of Pula Arena
- Arena (Colliseum) of Pula （页面存档备份，存于）
- Archaeological Museum of Istria
- A Cravat around an Arena
- Histria Festival （页面存档备份，存于）
- Site Romanheritage.com with thousands of photos of Roman Amphitheater at Pula, Croatia, and the rest of the Roman Empire （页面存档备份，存于）